# Rumic Theater
Rumic Theater, anche conosciuto come Rumiko Takahashi Anthology, è una raccolta di brevi manga autoconclusivi della mangaka Rumiko Takahashi.

## Storia editoriale
In Giappone la serie è stata pubblicata con due differenti nomi: prima Takahashi Rumiko Gekijō (高橋留美子劇場?) ed in seguito Takahashi Rumiko kessakushū (高橋留美子傑作集?). Takahashi Rumiko gekijō conta i volumi 1 e 2 (in seguito nessun altro volume ha preso questa titolazione), mentre i volumi Takahashi Rumiko kessakushū non hanno numerazione, e ad essi si fa riferimento con titoli specifici: Pii no higeki (Pの悲劇?), Semmu no inu (専務の犬?), Akai hanataba (赤い花束?), Unmei no tori (運命の鳥?). Nuovi capitoli della serie vengono pubblicati annualmente sulla rivista Big Comic Original.

### Edizioni italiane
Pii no higeki è stato pubblicato in Italia con il titolo Rumic Theater nel dicembre del 1998, mentre Semmu no inu con il titolo Rumic Short nel 2001. Entrambi i volumi sono stati pubblicati da Star Comics sulla collana Storie di Kappa con lettura occidentale. Akai hanataba è stato invece pubblicato nel 2006 con il titolo Il bouquet rosso, sempre edito da Star Comics. Nel 2011 è uscito in Giappone il quarto volume con il titolo Unmei no tori, che raccoglie le storie create dall'autrice tra il 2006 e il 2011, edito in Italia nel 2013 come Gli uccelli del destino.

## Volumi
| Nº | Titolo italiano Giapponese 「Kanji」 - Rōmaji - Traduzione letterale | Data di prima pubblicazione              | Data di prima pubblicazione |
| Nº | Titolo italiano Giapponese 「Kanji」 - Rōmaji - Traduzione letterale | Giapponese                               | Italiano                    |
| 1  | Rumic Theater 「Pの悲劇」 - P no higeki – "La tragedia di P" | gennaio 1994                             | 1º dicembre 1998            |
| 1  | Capitoli - La tragedia di P (Pの悲劇?, P no higeki) (1991) - Mercante d'amore (浪漫の商人?, Rōman no akindo) (1987) - La casa dell'immondizia (ポイの家?, Poi no ie) (1992) - Dentro il vaso (鉢の中?, Hachi no naka) (1988) - Cent'anni d'amore (百年の恋?, Hyakunen no koi) (1993) - Felicità extra-large (Lサイズの幸福?, L saizu no shiawase) (1990) |                                          |                             |
| 2  | Rumic Short 「専務の犬」 - Semmu no inu – "Il cane dell'amministratore delegato" | luglio 1997                              | 1º marzo 2001               |
| 2  | Capitoli - Il cane dell'amministratore delegato (専務の犬?, Semmu no inu) (1994) - Famiglia in viaggio (迷走家族F（ファイアー）?, Meisō kazoku F (faiā)) (1995) - Solo finché ci sarà lui... (君がいるだけで?, Kimi ga iru dake de) (1999) - Love song da soggiorno (茶の間のラブソング?, Cha no ma no rabu songu) (1996) - Papà ha tredici anni (おやじローティーン?, Oyaji no rō tīn) (1997) - In segno della mia gratitudine (お礼にかえて?, Orei ni kaete) (1998) |                                          |                             |
| 3  | Il bouquet rosso 「赤い花束」 - Akai hanataba | giugno 2005                              | 21 novembre 2006            |
| 3  | Capitoli - Andata/ritorno in giornata: un sogno lungo un viaggio (日帰りの夢?, Higaeri no yume) (2000) - Father graffiti (おやじグラフィティ?, Oyaji gurafiti) (2001) - In vacanza con la suocera (義理のバカンス?, Giri no bakansu) (2004) - Help (ヘルプ?, Herupu) (2003) - Il bouquet rosso (赤い花束?, Akai hanataba) (2002) - Permanent love (パーマネント・ラブ?, Pāmanento rabu) (2005)                                                                        |                                          |                             |
| 4  | Unmei no tori – Gli uccelli del destino 「運命の鳥」 - Unmei no tori | luglio 2011                              | 17 ottobre 2013             |
| 4  | Capitoli - Positive Cooking (ポジティブ・クッキング?, Poshitibu kukkingu) (2006) - Alla tua età (年甲斐もなく?, Toshigai mo naku) (2010) - Gli uccelli del destino (運命の鳥?, Unmei no tori) (2009) - La lista della felicità (しあわせリスト?, Shiawase risuto) (2008) - I dolori del vicino (隣家の悩み?, Rinka no nayami) (2011) - La scena del crimine (事件の現場?, Jiken no genjō) (2007)                                                                      |                                          |                             |
| 5  | Kagami ga kita – Lo specchio 「鏡が来た」 - Kagami ga kita | 17 luglio 2015 ISBN 978-4-0918-7129-9    | 1º settembre 2016           |
| 5  | Capitoli - Lo specchio (鏡が来た?, Kagami ga kita) (2014) - Revenge Doll (リベンジドール?, Ribenjidōru) (2013) - Le mille facce di una stella (星は千の顔?, Hoshi wa sen no kao) (2010) - Un fiore carino (可愛い花?, Kawaii hana) (2003) - With Cat (with CAT?, with CAT) (1999) - My Sweet Sunday (マイスイートサンデー?, Maisuītosandē) (2009, Scritto con Mitsuru Adachi per i cinquant'anni di Weekly Shōnen Sunday)                                             |                                          |                             |
| 6  | A cena con la strega 「魔女とディナー」 - Majo to dinā – "La strega e la cena" | 18 settembre 2019 ISBN 978-4-0986-0432-6 | 14 ottobre 2020             |
| 6  | Capitoli - A cena con la strega (魔女とディナー?, Majo to dinā) (2014) - Un episodio sconveniente (やましい 出来事?, Yamashii dekigoto), (2012) - Magari morisse (死ねばいいのに?, Shinebaīnoni) (2016) - Una famiglia atipica (不定形ファミリー?, Futeikei famirī) (2015) - (Top secret) Renaissance (（秘）ルネッサンス?, (Hi) runessansu) (2015) - Il mio Sky (私のスカイ?, Watashi no sukai) (2013)                                                               |                                          |                             |
| 7  | 「金の力」 - Kane no chikara – "Il potere dei soldi" | 29 marzo 2024 ISBN 978-4-0986-2671-7     |                             |
| 7  | Capitoli - Il potere dei soldi (金の力?, Kane no chikara) 2023 - Una casa per due (ふたりの家?, Futari no ie), 2018 - Sei il numero 1 (きみはNo.1?, Kimi wa No. 1) 2019 - Il corridore disgustoso (嫌なランナー?, Iyana rannaa) 2020 - La donna del passato (昔の女?, Mukashi no Onna) 2021 - Dedicato a S (Sに捧ぐ?, S ni sasagu) 2022 |                                          |                             |

### Capitoli non ancora in formato tankōbon
I seguenti capitoli sono storie autoconclusive (one-shot) apparse su Big Comic Original dell'editore Shogakukan in Giappone, ma non sono ancora stati raccolti e stampati in formato tankōbon.
- La stanza vuota[14] (なにもない部屋?, Nani mo nai heya), 2018[16]
- La figlia ideale[14] (理想の娘?, Riso no Musume) 2024
- Mantieni il segreto[14] (秘密をキープ?, Himitsu wo kīpu) 2025

## Anime

Scena tratta dal primo episodio

Nel 2003 è stata trasmessa su Tv Tokyo una serie televisiva anime di tredici episodi, prodotta da Tokyo Movie Shinsha, che copre le storie comprese nei volumi Pii no higeki e Semmu no inu. La serie TV diretta da Akira Nishimori è andata in onda in Giappone dal 5 luglio 2003 al 27 settembre 2003 e edita negli Stati Uniti dall'azienda Geneon. L'anime è inedito in Italia.
Ha avuto Rumic Theater: Mermaid Forest come sequel, trasposizione animata del manga La saga delle sirene.

### Colonna sonora
L'anime ha avuto una opening e una ending.
Sigla di apertura
- Tsuzureori cantata da speena

Sigla di chiusura
- Sayonara cantata da KUMACHI

### Episodi
Di seguito i titoli degli episodi. Non essendovi un'edizione in Italia, i titoli riportati in italiano sono traduzioni letterali degli originali e quindi non ufficiali.
| Nº | Titolo italiano Giapponese 「Kanji」 - Rōmaji | In onda           | In onda |
| Nº | Titolo italiano Giapponese 「Kanji」 - Rōmaji | Giapponese        |         |
| 1  | La tragedia di P 「Ｐの悲劇」 - P no Higeki | 5 luglio 2003     |         |
| 1  | Yuko Haga vive in un condominio, in cui l'amministratrice, la signora Kakei si batte con tutte le proprie forze per far rispettare il divieto condominiale di non tenere animali domestici negli appartamenti. Tutto va bene, fino a quando la signora Haga non si troverà costretta a prendersi cura del pinguino di un importante cliente del marito. |                   |         |
| 2  | Mercante d'amore 「浪漫の商人（あきんど）」 - Roman no Akindo | 12 luglio 2003    |         |
| 2  | La giovane divorziata Yukari ha intenzione di celebrare l'ultimo matrimonio all'interno della Sala da ricevimenti Roman ereditata dal padre, e poi chiudere la vecchia struttura. Tuttavia l'arrivo di due anziani sposi amici del padre di Yukari, e le speranze di riconquistare l'ex marito, potrebbero cambiare il destino della Sala Roman e di Yukari.                                                                                                   |                   |         |
| 3  | Papà ha tredici anni 「おやじローティーン」 - Oyaji Low Teen | 19 luglio 2003    |         |
| 3  | Il signor Furuta ha avuto una avanzamento di carriera, che però comporta il trasferimento in un'altra città. Moglie e figlio, tuttavia non sono affatto d'accordo e non hanno alcun problema nel permettere che il loro congiunto si trasferisca da solo. L'ultima sera prima di trasferirsi, Furuta, depresso, esce per festeggiare con i colleghi ma si ubriaca, ed al ritorno a casa ha completamente perso la memoria ed è convinto di avere tredici anni. |                   |         |
| 4  | Dentro il vaso 「鉢の中」 - Hachi no Naka | 26 luglio 2003    |         |
| 4  | Yukie Asakawa prende in affidamento le piante della misteriosa signora Ruruko Tonegawa, che deve lasciare casa per alcuni giorni. La signora Tonegawa è diventata vedoba dopo pochi anni di matrimonio, e da poco tempo ha perso anche la suocera con cui conviveva. Quando Yukie trova in uno dei vasi un oggetto simile ad un osso umano, inizia a fantasticare su ciò che può essere realmente accaduto.                                                    |                   |         |
| 5  | Famiglia in viaggio 「迷走家族Ｆ（ファイアー）」 - Meisou Kazoku F(Fire) | 2 agosto 2003     |         |
| 5  | In viaggio con i genitori ed il fratellino Kohei, la quattordicenne Hazuki sospetta che suo padre e sua madre abbiano intenzione di compiere un suicidio di famiglia, per via di alcuni problemi economici e di salute del padre. Per tutta la durata del viaggio Hazuki farà di tutto per dissuadere i genitori, nonostante questi continuino a negare le proprie intenzioni.                                                                                 |                   |         |
| 6  | Solo finché ci sarà lui 「君がいるだけで」 - Kimi ga Iru dake de | 9 agosto 2003     |         |
| 6  | Rimasto disoccupato in età avanzata, il burbero ed inflessibile Kochiro Domoto, accetta di sostituire la moglie malata nel suo impiego di cassiera della rosticceria del signor Hosoda. Tuttavia il carattere remissivo di Hosoda e quello poco conciliante di Domoto finiranno per creare non pochi problemi nel negozio, unitamente al fatto che l'altra nuova assunta da Hosoda, la graziosa Achara, non parla una sola parola di giapponese.               |                   |         |
| 7  | Cent'anni d'amore 「百年の恋」 - 100 Nen no Koi | 16 agosto 2003    |         |
| 7  | Dopo essere apparentemente morta, l'anziana Hoshino si risveglia con incredibili poteri soprannaturali. L'anziana svilupperà un infatuamento nei confronti di un altro paziente dell'ospedale in cui è ricoverata, credendo che il giovane sia una reincarnazione dell'uomo che l'aveva amata decenni prima e che poi si era suicidato. |                   |         |
| 8  | In segno della mia gratitudine 「お礼にかえて」 - Orei ni Kaete | 23 agosto 2003    |         |
| 8  | Appena giunta in un nuovo condominio, la signora Kobato, viene immediatamente messa in guardia sull'amministratrice Regina, in grado di essere incredibilmente meschina nei confronti di chi non le sta a genio. Regina prende immediatamente in antipatia Kobato, quando questa diventa amica dell'anziana signora Ukai, nemica giurata di Regina. L'unico in grado di porre Regina in uno stato di sottomissione, sembra essere il merlo della Ukai.         |                   |         |
| 9  | Love Song da soggiorno 「茶の間のラブソング」 - Chanoma no Love Song | 30 agosto 2003    |         |
| 9  | Un impiegato di mezza età perde la propria moglie, che muore di avvelenamento da cibo proprio il giorno del loro anniversario di nozze. L'uomo tuttavia non piange una sola lacrima il giorno del funerale, ma lo spirito della moglie tornerà ad infastidire il marito, che nel frattempo si convince di essere diventato l'oggetto dell'amore di una sua giovane collega.                                                                                    |                   |         |
| 10 | La casa dell'immondizia 「ポイの家」 - Poi no Ie | 6 settembre 2003  |         |
| 10 | A causa della sua particolare conformazione, la casa di Yoshio e Ritsuko Hirooka viene confusa da molti per un punto di raccolta dei rifiuti. Tuttavia quando a sbagliarsi sono il datore di lavoro di Yoshio e sua moglie, e gli Hirooka non hanno il coraggio di rivelare loro la verità, la situazione si complica terribilmente. |                   |         |
| 11 | Il sogno di un giorno 「日帰りの夢」 - Higaeri no Yume | 13 settembre 2003 |         |
| 11 | Shinonome è un uomo sfruttato dall'azienda per cui lavora che sta facendo scorrere la propria vita in modo grigio, senza trovare la vera felicità. La riunione con i compagni delle scuole medie però lo porteranno a rincontrare la ragazza di cui era innamorato da adolescente, la dolce Shima. Da quel momento in poi, Shinonome decide di cambiare totalmente la propria vita.                                                                            |                   |         |
| 12 | Felicità extra-large 「Ｌサイズの幸」 - L Size no Shiawase | 20 settembre 2003 |         |
| 12 | Hanako e Ryuuichi devono convincere la madre di lui, la signora Kayoko, appena trasferitasi nel loro appartamento, a prestargli i soldi necessari a comprare una nuova casa. Tuttavia qualunque tentativo di Hanako di ingraziarsi la suocera viene miseramente mandato a monte da uno spirito dispettoso, identificato come "il bambino del salotto", che finisce per rendere la convivenza fra le due donne impossibile.                                     |                   |         |
| 13 | Il cane dell'amministratore delegato 「Ｌ専務の犬」 - Senmu no Inu | 27 settembre 2003 |         |
| 13 | Alla famiglia Kogure viene chiesto di prendersi cura di Gorgeous, il cane del signore Matsurida, datore di lavoro del signore Kogure, verso il quale sembra avere una vera e propria sudditanza psicologica. Tuttavia oltre al cane, si aggiunge a casa Kogure anche la disinibita amante del signor Matsurida, creando grande scompiglio a casa Kogure. |                   |         |

## Live action
Nel luglio del 2012 è stata realizzata una serie di due episodi live action basato sulle storie brevi del Rumic Theater. Ogni episodio ha adattato tre storie dal manga.